# Eğirdir Gölü
Der Eğirdir Gölü (Eğirdir-See) ist der viertgrößte See und der zweitgrößte Süßwassersee der Türkei.

## Name
Der See ist nach der Uferstadt Eğirdir benannt. Deren Name rührt von der türkischen Aussprache Eğridir ihres alten griechischen Namens Akrotiri her, was aber auf Türkisch so viel wie „verkrümmt“ bedeutet, so dass in den 1980er-Jahren der Name von Stadt und See offiziell in Eğirdir geändert wurde.

## Lage
Der See, etwa 186 km nördlich von Antalya in der Provinz Isparta, zählt zur Isaurisch-Pisidischen Seenplatte. Er ist an der Kemer Boğazı (Kemer Seeenge) in zwei Teile unterteilt, der kleinere Nordteil wird auch Hoyran Gölü genannt. Das Becken des 468 km² großen Eğirdir Gölü erstreckt sich in N-S Richtung auf jahreszeitlich schwankender Seespiegelhöhe um 917 m ü. N.N. in einer Grabenzone innerhalb der Knickzone zwischen dem Westtaurus und dem Mitteltaurus. Bisweilen gesäumt von lichten Wachholderwäldern liegt der viertgrößte Binnensee der Türkei mit einer maximalen Tiefe von nur 16,5 m eingebettet in die Bergwelt des Barla Dağı (2263 m) und des Karakuş Dağı (1995 m) im Westen, des Davraz Dağı (2635 m) im Süden sowie des Dedegöl Dağı (2388 m) und des Kirişli Dağı (1889 m) im Osten. Im Norden ist durch die 1,5 km enge Stelle (Kemer Boğazı) ein Drittel der Seefläche als Hoyran Gölü abgetrennt, benannt nach dem Dorf Kumdanlı im Nordosten des Sees, das früher Hoyran hieß. Gemeinsam sind beide Seeteile etwa 50 km lang und maximal 15 km breit. Der See hat einen Ausfluss zum Kovada Gölü (siehe dort), wird aber gleichzeitig auch unterirdisch durch zahlreiche Schlucklöcher (Ponore) drainiert, deren Lage man allerdings noch nicht genau kennt.
Am nördlichen Abschnitt des Sees lag wahrscheinlich die antike Stadt Oroanda [Altgriechisch: Ὀρόανδα (Oróanda)]. Der Ort wird bereits von Plinius als Stadt Oroanda erwähnt: „Insident verticem Pisidae, quondam appellati Solymi, quorum colonia Caesarea, eadem Antiochia, oppida Oroanda, Sagalessos.“ („Das Gebirge wird von den Pisidiern bewohnt, früher Solymer genannt, zu denen die Kolonie Caesarea, auch Antiochia genannt, und die Städte Oroanda und Sagalessos gehören“). Das Lexikon griechischer und römischer Geographie von Leonhard Schmitz vermerkt ebenfalls Oroanda als eine Stadt in den Bergen Pisidiens, allerdings in der Nähe des südwestlichen Ufers des Trogitis-Sees (Suğla Gölü, südlich von Beyşehir). Von dieser Stadt leitete der ganze Bezirk den Namen Oriandicus Tractus ab, dessen Einwohner Oroandenser oder Oroandici hießen und außer dem Hauptort Oroanda auch Misthia und Pappa besaßen. William John Hamilton dagegen glaubt, dass die Ruinen, die er am Hang eines Hügels in der Nähe des Eğirdir-Sees fand, der Platz von Oroanda sein könnten, vermutet aber kritisch den Ort eher etwas weiter östlich.
Im Südteil gibt es zwei ehemalige Inseln, Can Ada (türkisch für „Lebensinsel“) und Yeşil Ada (türkisch für „Grüne Insel“), die über eine befestigte Straße mit der Stadt Eğirdir verbunden sind. Can Ada ist mit einer Fläche von 7 Hektar die kleinere der beiden Inseln und ist unbewohnt. Die Insel wird lediglich für Spaziergänge und zum Picknicken gerne genutzt. Als Mustafa Kemal am 1. Februar 1933 die Stadt Eğirdir besuchte, wurde ihm als Anerkennung für seine Dienste die Can Ada geschenkt. Nach seinem Tod wurde sie seinen Erben zugesprochen. Heute gehört die Insel der Stadt Eğirdir. Die Insel Yeşil Ada war bis zum Bevölkerungsaustausch zwischen Griechenland und der Türkei 1923 griechisch besiedelt und gilt als beliebtes Touristenziel Eğirdirs. Neben der schönen Landschaft gibt es historische Bauwerke wie die Aya-Stefanos-Kirche. Abseits vom Stadtzentrum bewahrte sie ihre Authentizität mit ihren Holzhäusern auf Steinfundamenten, engen Gassen und kleinen Fischerunterkünften. Auf einer Fläche von 9 Hektar, die im Volksmund früher als Nis bekannt war, haben sich Fischrestaurants für einheimische und ausländische Touristen sowie Pensionen und Herbergen entwickelt.

## Geotektonisches Umfeld
Der Eğirdir-See bildet zusammen mit benachbarten großen Seen von Beyşehir und Burdur einen Teil der Isaurisch-Pisidischen Seenplatte, ein Feuchtgebiet, das von den Türken als „Göller Yöresi“ (Seengebiet) bezeichnet wird. Dazu zählen auch die Seen von Acıgöl, Akgöl, Akşehir, Eber, Gavur, Ilgın (Çavuşçu), Işıklı, Karamık, Karataş, Kovada, Salda, Suğla und Yarışlı. Der Eğirdir Gölü ist der nördlichste dieser drei oben genannten Seen und liegt auf einer Art Mittelachse zwischen seinen beiden Nachbarn im Scheitelpunkt der „Kurve von Isparta“. Die Lage der drei Seen erregt seit Jahren das Interesse von Geowissenschaftlern an der geotektonischen Entwicklung des Egirdir-Seebeckens.
Der Kurve von Isparta im westlichen Taurusgebirge ist eine große tektonische Struktur mit der Form eines Dreiecks, mit dem Eğirdir-See im Norden und der Bucht von Fethiye an der südwestlichen und der Region um Manavgat an der südöstlichen Ecke. Im Kern dieser Struktur befindet sich die N-S verlaufende Aksu-Verwerfung, und der Egirdir-See liegt in ihrem nördlichen Winkel, der Burdur-See und der Beyşehir-See dagegen an ihrem westlichen bzw. östlichen Rand. Der allgemeine Ost-West-Verlauf des südlichen Taurusgebirges wird dadurch nördlich des Golfs von Antalya (Antalya Körfezi) Λ-förmig unterbrochen. Dieses von der Kurve von Isparta eingenommene Gebiet besteht aus autochthonen (ortsfesten) und allochthonen (ortsfremden) Gesteinseinheiten unterschiedlich in Art und Alter. Die autochthonen Gesteinseinheiten bestehen hauptsächlich aus kalkhaltigen und siliziklastischen Meeressedimenten, die im Mesozoikum und Känozoikum abgelagert wurden. Die allochthonen Einheiten bilden drei Hauptgruppen:
- die Antalya-Decken, die in der Region zwischen der Kreidezeit und dem Paläozän eingelagert wurden,
- die Beysehir-Hoyran-Decken, die aus dem Eozän stammen, und
- die Lycian Decken aus dem Miozän.

Der Kurve von Isparta besteht aus drei tektonischen Hauptstrukturen, die für die Ausbildung des Eğirdir-Gölü-Beckens bedeutsam waren:
- Die südwestanatolische Verwerfung (lokal: Kumdanlı-Störung) am westlichen Rand der Kurve von Isparta, vor 1988 als Burdur-Verwerfung bekannt, bildet die südöstliche Seite des Burdur-Sees und verläuft zwischen Fethiye und Eğirdir. Die Verwerfung bildete sich vor allem im späten Miozän gegen Ende eines älteren tektonisch aktiven Stadiums und setzte ihre Entwicklung im gesamten postmiozänen Stadium der Neotektonik (zwischen dem Ende des Tertiärs und der ersten Hälfte des Quartärs) fort. Mehmet Erkan Karaman war der erste, der diese Verwerfung erkannte, eine Ansicht, die von den meisten Geologen erst nach Jahren geteilt wurde.[6] Die Zone umfasst unter anderem die Fethiye-Verwerfung und die Çameli-Gölhisar-Verwerfungszone[7], aber auch die Fethiye-Burdur-Verwerfungszone.[8] Entlang der Streichrichtung dieser Verwerfung bewegte und bewegt sich Westanatolien nach Südwesten; die Absenkung erfolgt in der Störungszone von Osten nach Westen (westvergent). Infolgedessen entwickeln sich Gräben und Becken, und durch tektonische Bewegungen entlang dieser Störungszone wurden und werden Erdbeben aktiv, also auch in der Region des Eğirdir-Sees.[9]
- Die Kırkavak-Verwerfung aus dem Miozän bildet als östlicher Rand der Kurve von Isparta eine ungefähr von N nach S verlaufende tektonische Grenze zwischen dem westlichen Taurusgebirge und dem Köprü-Çay-Becken. Im Miozän fungierte sie als (rechtsseitige) Blattverschiebung, später als Überschiebung in die gleiche Richtung. Dabei wurden die mesozoischen Kalkstein-/Schiefereinheiten der westlichen Tauriden entlang der gesamten Länge dieses Verwerfungssystems auf jüngere miozäne Gesteine geschoben. In ähnlicher Weise haben sich auch „parallel“ dazu die Aksu-Überschiebung und viele weitere Überschiebungen in der Nähe entwickelt.[10]

- Den südlichen Rand der Kurve von Isparta markieren die beiden westlichen bzw. östlichen Teile des tektonischen Ägäis-Zypern Bogens. Sie sind Teile einer Subduktionszone, ein klassisches Beispiel für Plattengrenzen entlang einer ozeanischen/kontinentalen Kollision, wobei die afrikanische Platte nach Norden unter die anatolische Platte subduziert wird. Dabei verengt sich die Anatolische Platte etwa in Nord-Süd-Richtung und bewegt sich aufgrund der Kompression entlang der nordanatolischen und ostanatolischen Verwerfungen nach Westen, so dass sehr viele Erdbeben auftreten.[11]

## Geotektonische Entwicklungsaspekte des Eğirdir-Gölü-Beckens

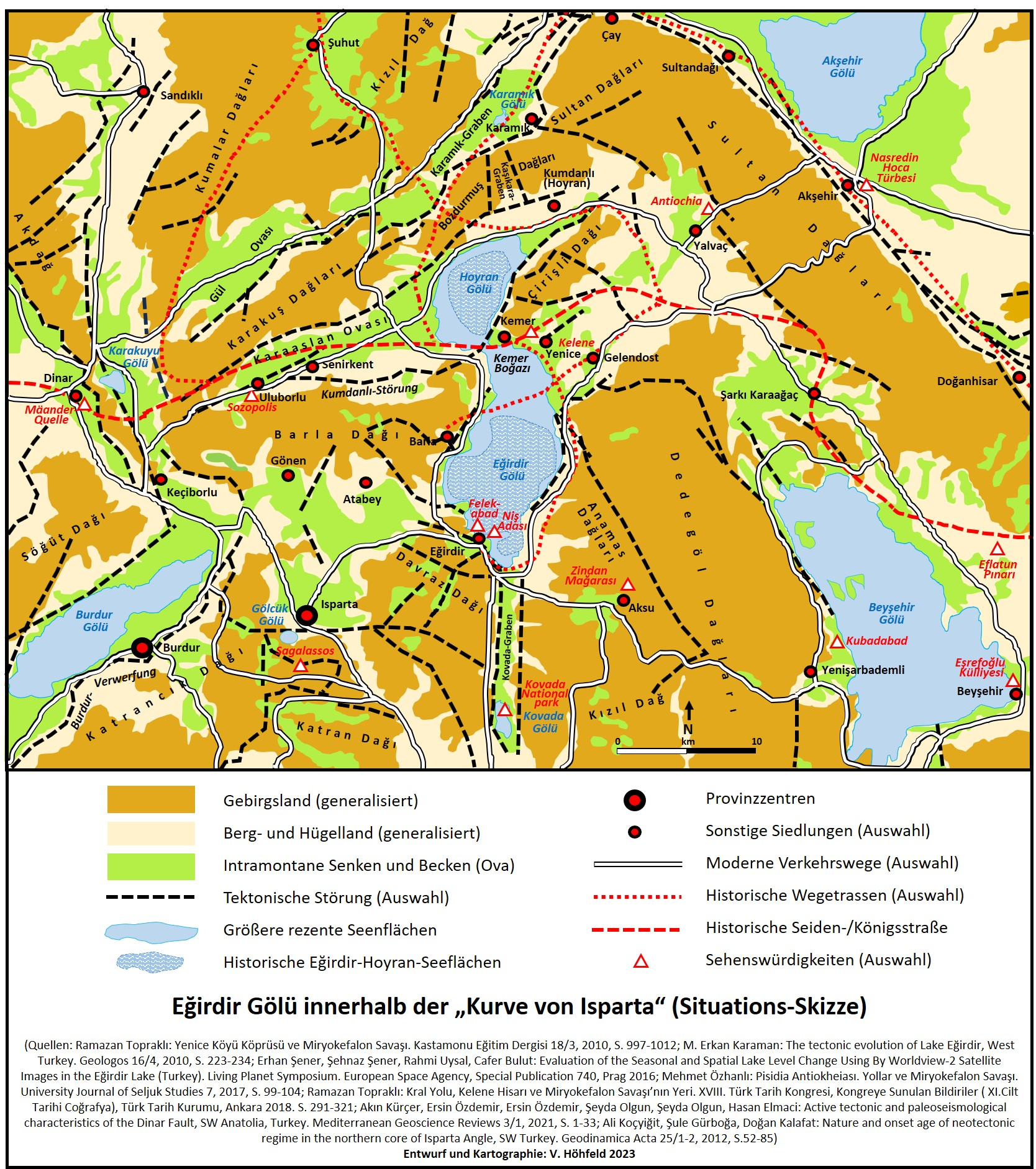
Die Karte zeigt die topographisch-tektonische Situation des Eğridir Gölü (Eğridir-See) innerhalb der Kurve von Isparta.

In diese großtektonische Struktur ist die Umgebung des heutigen Eğirdir-Seebeckens eingebunden. Sie besteht im Wesentlichen aus Karbonatgesteinen (Kalkstein und dolomitischer Kalkstein), mächtigen Sequenzen, die im Mesozoikum abgelagert wurden. Während der frühen miozänen tektonischen Phase der Türkei wurden die rezent als „Sultan Dağları“, „Barla Dağı“, „Davraz Dağı“, „Amanus Dağı“ und „Dedegöl Dağları“ bezeichneten Gebirge des westlichen Taurus tektonisch gehoben, während die heutigen Ovas von Akşehir, Eber, Karamık, Beyşehir, Burdur, Hoyran, Kaşıkara, Kovada und Eğirdir zu Becken absanken. Danach füllten sich im Miozäm-Pliozän diese tektonischen Becken zu Seen. In dieser durch einen auffälligen Wechsel zwischen intramontanen Becken und Gebirgszügen gekennzeichneten Landschaft sind die beiden schmalen neogenen Senken von Kaşıkara- und Kovada eng mit dem Eğirdir-Seebecken verbunden. Die Kaşıkara-Senke liegt nördlich des Hoyran-Seeteils, die Kovada-Senke südlich des Eğirdir-Seeteils. Der Abstand zwischen dem nördlichsten Ende des Kaşıkara-Beckens und dem südlichsten Ende des Kovada-Beckens beträgt ca. 100 km. Die Breite (O-W) beider Senken ist ungefähr gleich zwischen 1,5 und 2 km. Beide Becken sind beidseitig von Verwerfungen begrenzt und wurden während und nach ihrer Bildung mit Sedimenten verfüllt. Vorherrschende Gesteine sind ca. 450 m dicke Konglomerate und Sandsteine, die von der 250 m dicken spätmiozän-pliozänen Yukarıkaşıkara-Formation konform (gleichgerichtet in Streichen und Fallen) überlagert sind. Letztere Sequenz besteht hauptsächlich aus Mergeln und Tonsteinen mit einer Einlagerung von 4–10 m Braunkohle, was als typische See-Sedimentation gilt. Die Becken verfügen somit über bedeutende, wirtschaftlich abbaubare Kohle- und Tonvorkommen.

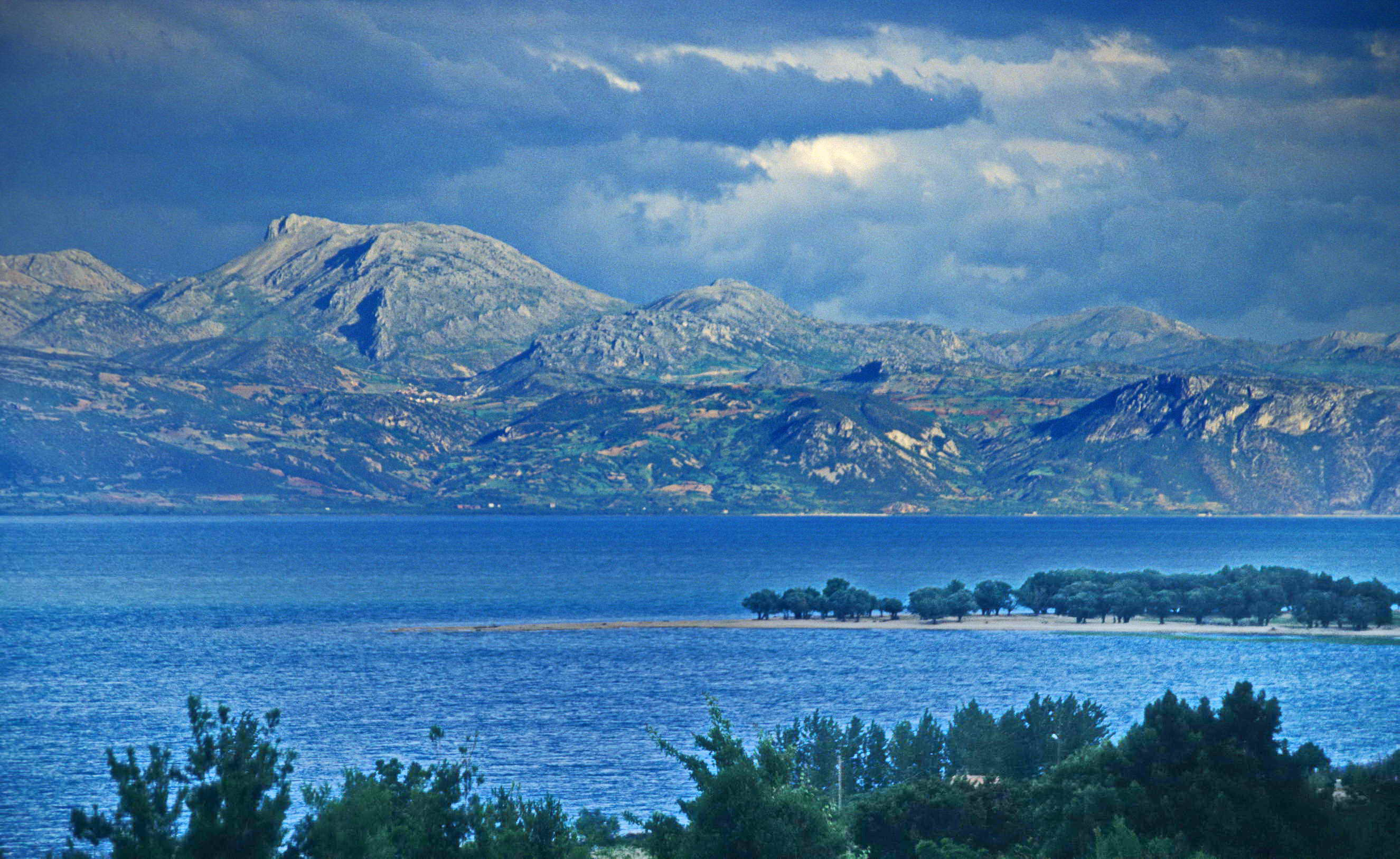
Blick von der Westseite des Eğirdir Gölü bei Barla über den See auf die nördlichen Dedegöl Dağları

Der Eğirdir-See selbst besteht aus in zwei Hauptbecken, die durch die Kumdanlı-Störung (Teil der südwestanatolischen Verwerfung) tektonisch „getrennt“ sind: das Eğirdir-Becken im Süden und das Hoyran-Becken im Norden. Entlang dieser Störung bewegt sich das Hoyran-Becken relativ zum Eğirdir-Becken durch eine seitliche Verschiebung nach Südwesten, eine Bewegung, die immer noch andauert, so dass bei entsprechend anhaltender Tektonik die beiden Becken vermutlich voneinander getrennt und zwei einzelne Seen entstehen werden. Offenbar bewegt sich Zentralanatolien durch seitliche Verschiebung entlang der Verwerfung fast 15 mm pro Jahr nach Südwesten. Andere sprechen von 30–35 mm pro Jahr. Der türkische Geologe Fuzuli Yağmurlu vermutete, dass diese Verwerfungszone seit dem Pliozän zu einer 2000 m langen seitlichen Verschiebung zwischen den Dörfern Çeleptaş und Kumdanlı in der Nähe des nordöstlichen Hoyran-Beckens geführt hat. Der rezente Egirdir-See liegt an einer Stelle der Kurve von Isparta, wo sich die von N nach S ausgerichtete Kırkavak-Verwerfung mit der von SW nach NO verlaufenden Kumdanlı-Störung kreuzt, die diagonal die Längsachsen von Eğirdir- und Hoyran-Becken quert. Beide Störungen entstanden im mittleren Miozän als Reaktion auf N-S-Druckkräfte, so dass sich annähernd N-S-orientierte Spannungsbrüche und Verwerfungen zu entwickeln begannen. Beispiele sind die Kovada-Verwerfungen südlich des Eğirdir-Sees und die Kaşıkara-Verwerfungen nördlich des Hoyran-Beckens. In den fortgeschritteneren Stadien der tektonischen Verformung sanken die Bereiche zwischen diesen Verwerfungen ab und füllten sich mit Wasser, so dass sich der (rezente) Eğirdir-See entwickeln konnte. Mit diesen Störungen verbundene Verwerfungsflächen und Gleitflächen sind an vielen Stellen am Ufer des Sees freigelegt, und auch die tektonischen Störungen, die den Kovada-Graben  und den Kaşıkara-Graben  begrenzen, sind im Gelände gut sichtbar.
Während der sogenannten neotektonische Periode im späten Miozän war das Seegebiet zunehmender tektonischer Aktivität ausgesetzt: Als Reaktion auf die Westbewegung Zentralanatoliens diente die Kurve von Isparta als Puffer. Dieses Gebiet zwischen Zentral- und Westanatolien ist eine relativ starre, stabile Region und ein bedeutsames Hindernis für die tektonische West-Bewegung Zentralanatoliens, so dass diese rund um die Kurve von Isparta langsamer verläuft als weiter nördlich, wo Schlupfraten (Versatz) von 26 ± 3 mm pro Jahr ermittelt wurden. Entlang der südwestanatolischen Verwerfung begann sich Westanatolien mit dem Hoyran-Becken und dem Kaşıkara-Becken nördlich dieser Verwerfung aufgrund von Dehnungstektonik und Verformung in Westanatolien gegen den Uhrzeigersinn nach Südwesten zu drehen. Damit kam es zu einer nach links gerichteten Bewegung der Seen Eğirdir und Hoyran relativ zueinander, was auch zu einer Drehung des zentralanatolischen Blocks gegen den Uhrzeigersinn von ca. 40° führte. Paläomagnetische Daten bestätigen diese Rotation. Entlang des Streichens der südwestanatolischen Verwerfung beträgt die Verschiebung zwischen der Achse der Kovada- und Kaşıkara-Grabengebiete und der südwestanatolischen Verwerfung in diesem Gebiet seit dem Obermiozän (seit ca. 5,333 Millionen Jahren) etwa 7 km.

## Forschungsgeschichte
Die Idee eines engeren Zusammenhangs von Lage und Bildung der drei großen Seen (Burdur Gölü, Eğirdir Gölü, Beyşehir Gölü) mit der Isparta-Flexur bzw. der Kurve von Isparta entwickelte sich allerdings erst seit den 1960er Jahren. Erste Untersuchungen, die sich mit der geologischen und geomorphologischen Entwicklung und den Eigenschaften des Eğirdir-Seebeckens befassten, waren bereits zwei Jahrzehnte früher Mitte der 1940er Jahre erfolgt. Sie deuteten zwar auf eine vor-pliozäne Entwicklung des Egirdir-Seebeckens hin, lieferten jedoch keine eindeutigen Informationen über sein Alter. Der türkische Geograph Arif Alagöz (Cemal Arif Alagöz, 1902–1991) kam damals zu dem Schluss, dass der Egirdir-See während einer Pluvialphase des Pliozän-Pleistozäns im dortigen Karstgebiet entstand, als sich die Senke mit Wasser füllte. Der österreichische Geologie-Ingenieur Erwin Lahn [Emin İlhan, 1907–1990, jahrelang Mitarbeiter des türkischen MTA-Instituts (Maden Tetkik ve Arama Enstitüsü / Institut für Mineralforschung und -exploration)], vermutete, dass die Seesenke einen tektonischen Ursprung hat und dass sie sich im letzten Teil des Neogens mit Wasser füllte. Der Geograph Ahmet Ardel (1902 – 1978) vermerkte Anfang der 1950er Jahre, dass der See auf den Einsturz eines großen Polje zurückzuführen sei und dass die kleinen Inseln im See diese Interpretation stützen. Sein geographischer Kollege Hamit İnandık (1914–1969) vermutete 1965, ebenso wie Arif Alagöz 20 Jahre zuvor, dass die Senke ihre heutige Form durch Karstverwitterung erhielt und dass sich der See während einer Pluvialphase entwickelte. Auch der Geomorphologe Oğuz Erol (*01.02.1926, Bursa) bewertete den Eğirdir-See und alle anderen größeren See-Gewässer der Region auf dem Hintergrund des Paläoklimas Anatoliens als pluvial.
Mittlerweile sieht die Forschung mit ihren Ergebnissen etwas weiter. Ablagerungen des Sees bestehen unter anderem aus einer 30 cm bis 1 m dicken Schicht aus Bimsstein-Lapilli. Diese Schicht ist vergleichbar mit entsprechenden Ablagerungen, die bei einem Ausbruch vom etwa 25 km westlich gelegenen Vulkan Gölcük bei Isparta entstanden und wahrscheinlich im Zusammenhang mit dem Wachstum der letzten dort gefundenen Trachytkuppel stehen. Die Hydrobiologin und Limnologin Gülserap Nilgün Kazancı hatte bereits 1993 darauf hingewiesen, dass südlich des Eğirdir-Sees pyroklastische Sedimente innerhalb einer Abfolge von Schwemmkegeln auftreten und dass diese Pyroklastika als Produkte des pliozänen Gölcük (Isparta)-Vulkanismus anzusehen sind. Sie hatte zudem schon Ende der 1980er Jahre konstatiert, dass es an den Flanken des 1750 m hohen Sivri Tepe in der Nähe der Stadt Eğirdir eine Reihe von überlappenden und nebeneinander liegenden Schuttkegeln kolluvialer Sedimente gab, deren Tuffgehalte sie dem pliozänen Gölcük-Maar (Gölcük Gölü) bei Isparta zuschrieb. Sie ging deshalb davon aus, dass sich das Becken des Eğirdir-Sees vor dem mittleren bis späten Pliozän gebildet hat. Darüber hinaus vermutete sie, dass es sich bei der Bildung der Flexur der Kurve von Isparta um eine tektonische Reaktion handelte und dass die Seesenke später durch Karst geformt und schließlich in einer Pluvialzeit mit Wasser gefüllt wurde, wie verschiedene andere Forscher bereits vermuteten. Mitte der 1990er Jahre ermittelte sie über radiometrische Datierungen der Tuffe ein Alter von 1,38 ± 0,13 Mio. Jahre bzw. 1,50 ± 0,18 Mio. Jahre, was dem frühen Pliozän entspricht. Somit müssen die Schutthänge und damit auch die Senke des Sees vor dem mittleren bis späten Pliozän entstanden sein.

## Zwei getrennte Seen
In jüngster Zeit häufen sich Meldungen über eine Veränderung des Wasserspiegels im Eğirdir Gölü. Insbesondere wurden Trends zu einem deutlichen Rückgang des Wasserspiegels und -volumens des Eğirdir-Sees festgestellt. Demzufolge bildeten sich die ersten Änderungen im Seewasservolumen nach den 1990er Jahren und nach den 2000er Jahren im Seewasserspiegel. Die Umweltschutzunion des Kovada-Sees (EKO-BİR) ermittelte am 13. Juni 2023 einen Wasserstand von 915,12 m und stellten fest, dass dieser trotz ergiebiger Niederschlägen fast 37 bis 40 Zentimeter niedriger war als im Jahr zuvor. Erol Kesici, der Wissenschaftsberater des TTKD (Türkiye Tabiatını Koruma Derneği / Türkischer Naturschutzverband), führte im August 2022 Messungen an vielen Stellen des Sees durch und stellte fest, dass die normalerweise 520 km² große Seeoberfläche auf 436 km² abgenommen hatte, was einem durchschnittlichen Verlust von 84 km² seit dem Vorjahr entsprach. Der Pegel sank von durchschnittlich 16 m auf 6 m. Kesici betonte, dass der Eğirdir-See an der Kemer-Enge (Kemer Boğazı) in zwei separate Seen geteilt werden würde, wenn keine entsprechenden Gegenmaßnahmen getroffen würden.

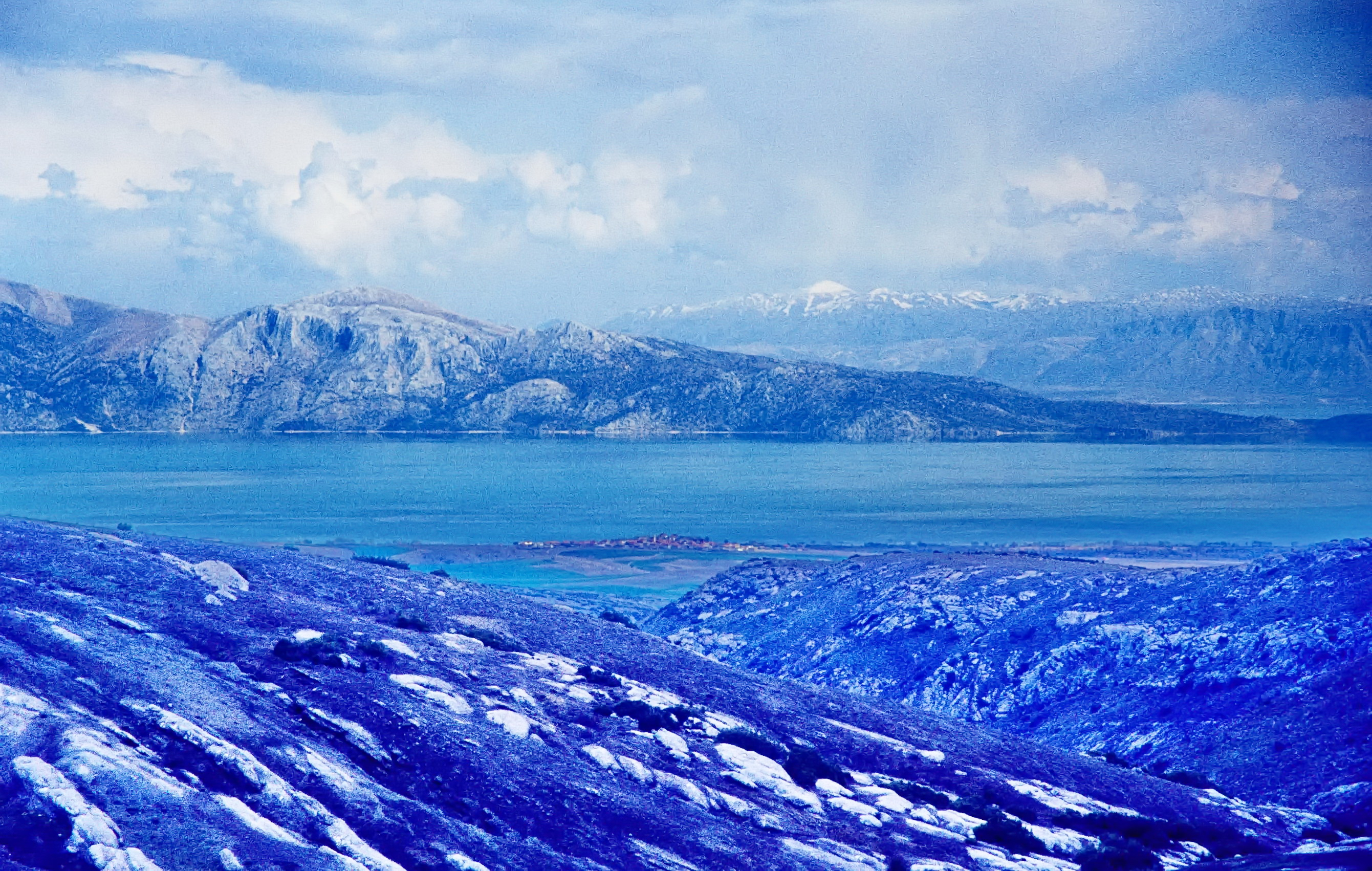
Blick vom 1440 m Boz-Durmuş-Pass im Karakuş Dağı über den Hoyran-See. Im Hintergrund die nördlichen Ausläufer der Dedegöl Dağları.

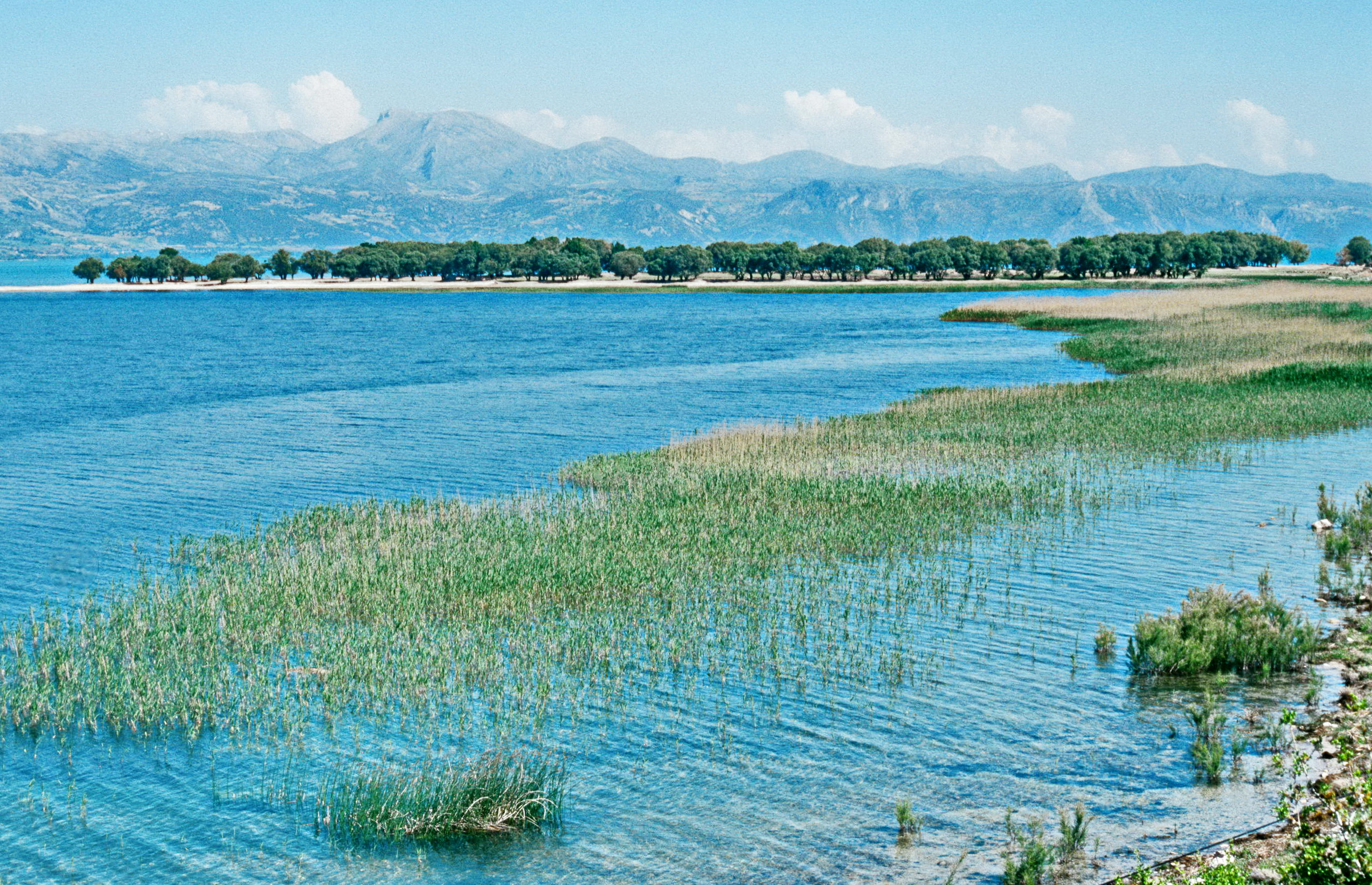
Blick über das Feuchtgebiet der Boyalı-Lagune am Eğirdir-See bei Barla auf die Gebirgsketten der Amanas und Dedegöl Dağları.

Dieses moderne Szenario war in der Vergangenheit des Eğidir Gölü offenbar bereits schon einmal Realität: Bis zum Beginn des 16. Jahrhunderts bestand der Eğirdir-See aus zwei getrennten Seen. Daher unterscheidet man bis in die Gegenwart innerhalb des Eğirdir-Seebeckens zwei Teile des eine auffällige Acht bildenden Gesamtsees: den Eğirdir-Seeteil im Süden und den Hoyran-See im Norden. Die Trennlinie bilden bis heute die beiden vorspringenden Landzungen am Kemer Boğazı (Hoyran-Seeenge), wo der Gesamtsee eine nur 1,5 km breite „Taille“ aufweist und wo auch die südwestanatolische Verwerfung verläuft. Zwischen den beiden Teilen erstreckte sich damals flaches Land, durch das ein Bach vom (alten) Hoyran-See zum (alten) Eğirdir-See floss. Im Jahr 1509 war es dann in der Seenregion zu einem schweren Erdbeben gekommen, durch dessen Tektonik beide Seen zu einem einzigen großen See verbunden wurden. Der Nachweis gelang allerdings erst in jüngster Zeit dem Bauingenieur, Schriftsteller und Hobby-Historiker Ramazan Topraklı, Präsident des Kultur- und Solidaritätsvereins „Hamideli“.

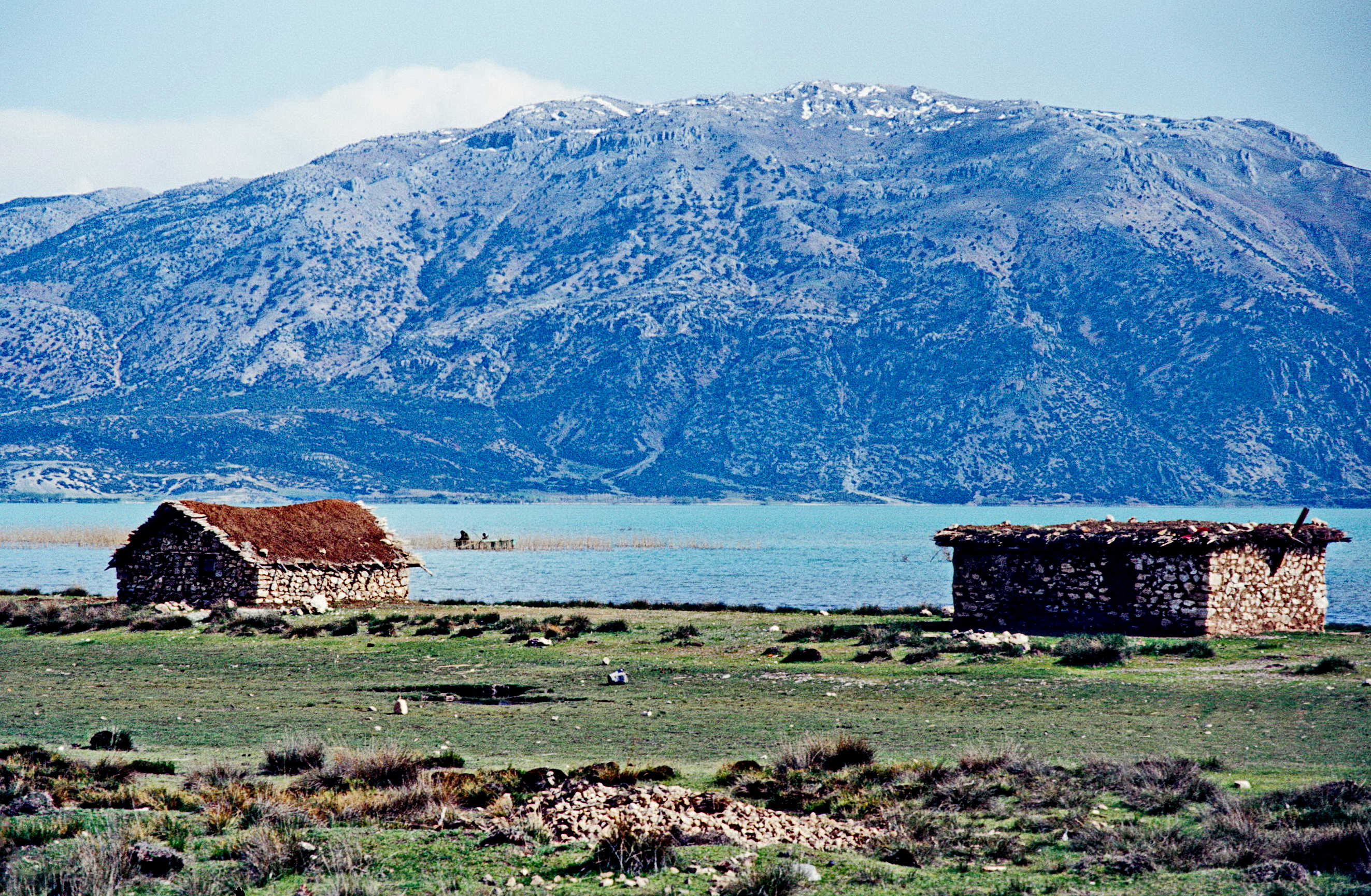
Zwischen Akkeçili im Westen und dem Çerişli Dağı mit dem Kap von Kemer im Osten liegt die schmalste Stelle des Eğirdir-Sees, der Isthmus von Kemer (Kemer Boğazı).

In dieser heute überfluteten Engstelle der Kemer Boğazı liegt eine historische Brücke unter Wasser, die sogenannte „Yenice Köyü Köprüsü“ (Brücke von Yenice). Wie aus einem Scharia-Register hervorgeht, überbrückte sie einst den Verbindungs-Bach zwischen Hoyran Gölü und Eğidir Gölü und lag bereits 1614 unter der Wasseroberfläche. Das von Kâtip Çelebi (1609–1657) angegebene Maß für den Eğirdir-See betrug im 17. Jahrhundert 4 × 5 Meilen; das Maß, das der britische Geistliche und Forschungsreisende Francis Vyvyan Jago Arundell aus byzantinischen Quellen ableitete, betrug 4 × 5 Ligue (1 League, uneinheitliches historisches Längenmaß), etwa 16 × 20 km. Dementsprechend erstreckte sich zwischen dem Nordufer des alten Eğirdir-Sees und der Kemer-Enge ein Landstück von 11–12 km Länge. Vergleicht man Egirdir- und Hoyran-See in ihrer alten Form, betrug demnach die Länge des Hoyran-Sees damals etwa 11 km. Man geht deshalb davon aus, dass noch im frühen 16. Jahrhundert zwischen diesen beiden Seen ein Landstück mit einer Länge von etwa 14–15 km bestand: Im Jahr H 937/1530 soll die Seespiegel-Höhe des Eğirdir-Sees 909 m und die des Hoyran-Sees 910 m (rezenter Seespiegel: 917 m, s. o.) betragen haben. Als der Hoyran-See während der Herrschaft von Sultan Ahmet I. (1590–1617) über die Ufer trat, wurden 1614 das Dorf Maziye bei Yenice und einige andere Dörfer überflutet. Damals zogen die Bewohner von Maziye ins Dorf Yenice. Aus einem Schriftstück geht hervor, dass um 1568 aus 36 Dörfern in und um Hoyran, wo damals Yürüken (Nomaden) aus Eğirdir lebten und wo laut der Schrift von 1530 noch Weiler gewesen waren, der Bezirk Hoyran neu gebildet wurde. Auch die Orte Balcı und Keçili verschwanden für eine Weile, und auf ihren Ruinen wurden dann Dörfer mit demselben Namen gegründet. Dies ist bereits ein Hinweis, dass die beiden Seen durch Klimaveränderung oder Erdbeben im Laufe von etwa einem Jahrhundert nach und nach vereint und der Fluss zwischen den beiden Seen, die dortige Brücke sowie eine entsprechende Straße überflutet worden waren. Der Seespiegel war um 8–9 m angehoben und die Länge der nördlich gelegenen Hoyran-Ebene auf 13,5 km verkürzt worden.

## Myriokephalon, Schlachtenort am Eğirdir-See?

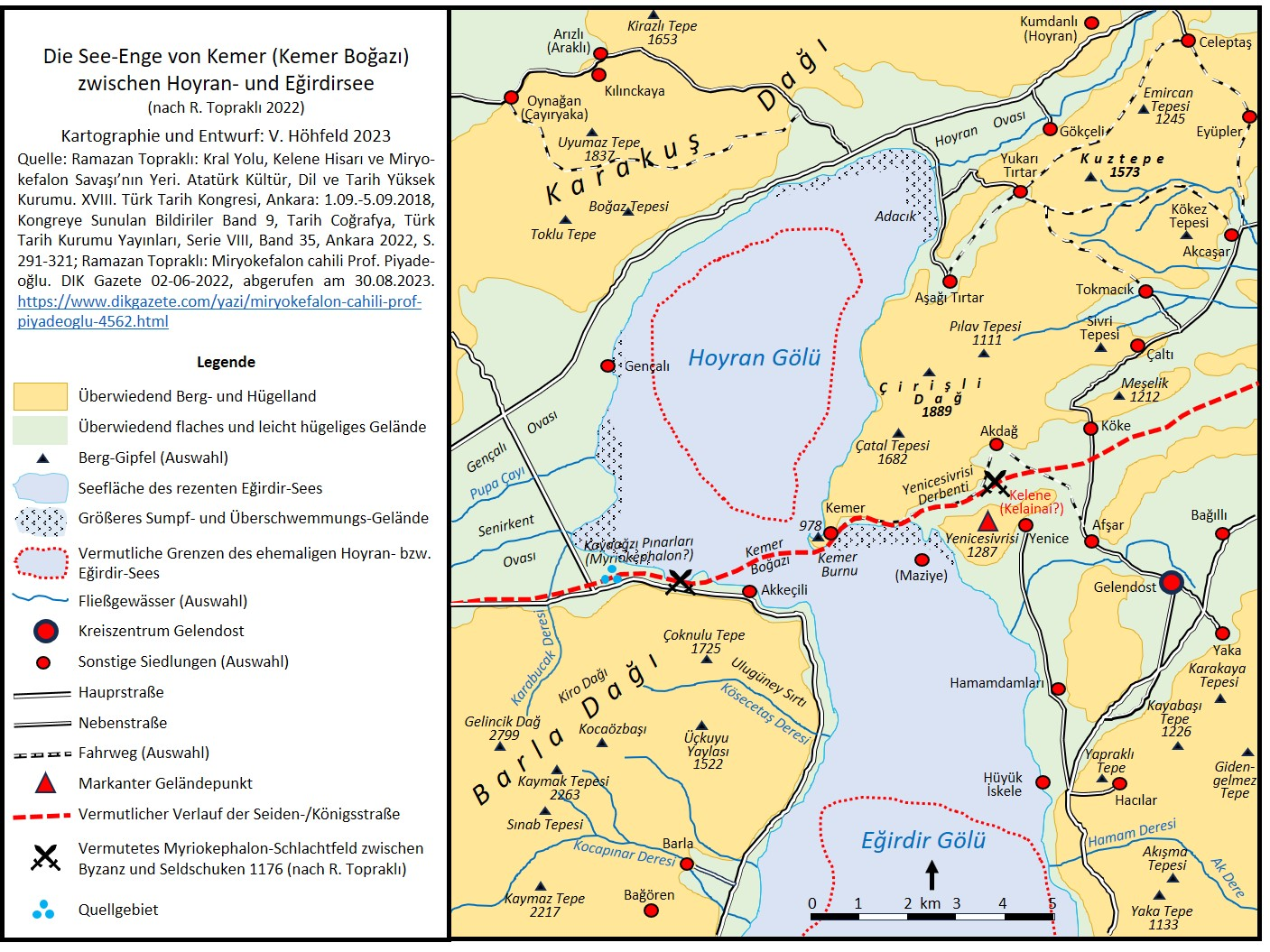
Die Kartenskizze zeigt historische Plätze der Auseinandersetzungen von Myriokephalon 1176 in West-Anatolien zwischen den byzantinischen und seldschukischen Truppen in der rezenten Situation der Kemer-Enge (Kemer Boğazı) des Eğidir-Sees und ihres Umfeldes nach den jüngst veröffentlichten Recherchen von Ramazan Topraklı.

Gleichzeitig mit diesen Erkenntnissen wurden auch Fragen um die Lage des Schauplatzes der Schlacht von Myriokephalon zwischen dem Byzantinischen Reich und dem Sultanat der Rum-Seldschuken 1176 neu entfacht und der Verlauf der historischen „Seidenstraße“ (auch Königs-Straße) zwischen Konya und Ephesus kontrovers diskutiert.

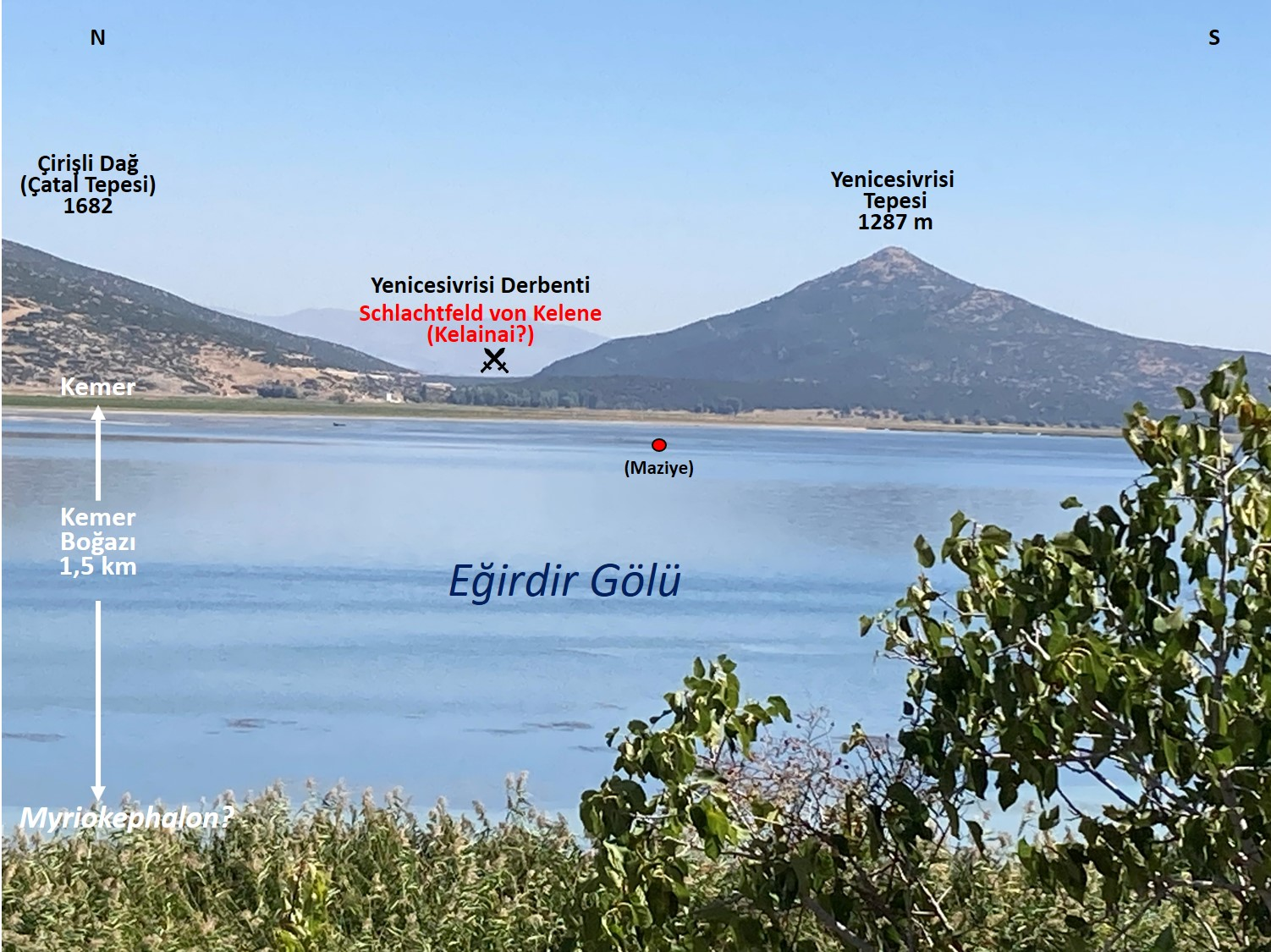
Das Bild zeigt in der Südwest-Türkei vom Westufer des Eğirdir-Sees aus beim Ortsteil Kayaağzı (Myriokephalon; bei Akkeçili, Isparta) über die See-Enge des Kemer Boğazı die Situation des vermutlichen Schlachtfeldes von Kelene (1176 zwischen Seldschuken und Byzantinern) auf der Ostseite des Sees am Engpass des Yenicesivrisi Derbenti zwischen dem Çatal Tepesi im Norden und dem Yenicesivrisi Tepesi im Süden. (nach Ramazan Topraklı: Yenice Köyü Köprüsü ve Miryokefalon Savaşı. In: Kastamonu Eğitim Dergisi 18/3, 2010)

Die Armee des Byzantinischen Reiches wurde in der Schlacht zwischen Kaiser Manuel I. Komnenos und dem seldschukischen Sultan Kilij Arslan II. am 17. September 1176 besiegt und die Herrschaft der Türken in Anatolien damit endgültig gefestigt. Es hatte sich bislang als schwierig erwiesen, den genauen Schlachtenort zu lokalisieren, da sich die Informationen darüber in Grenzen halten. Während einige sagten, er liege in der Nähe der Düzbel-Passage zwischen Çivril und Kızılören in der Provinz Denizli oder nahe dem Beyşehir-Bağırsak-Passes in den südlichen Sultan Dağları, behaupteten andere, dass der wahre Ort Karamıkbeli zwischen Kumdanlı und Çay in den nördlichen Sultan Dağları liegt. Die jüngste These, von Ramazan Topraklı, brachte dazu neue Informationen und Erkenntnisse. Er präsentierte in seinem 2010 veröffentlichten Buch „Veränderte Geographie und der Myriokephalon-Krieg“ eine neue Sicht auf den Ort, an dem sich die Schlacht von Myriokephalon ereignete. Ihm zufolge fand die Schlacht am Eğirdir Gölü beim Ortsteil Kayaağzı (bei Akkeçili, Isparta) statt sowie 8,5 Kilometer nordwestlich von Gelendost. Dort liegt der Platz von Yenice Sivrisi (Sybrize, Tzibritzi) im Hinterland der Enge von Kemer („Kemer Boğazı“), der engsten Seestelle am „Kemer Burnu“ (Kemer-Kap) mit der Brücke von Yenice (Yenice Köyü Köprüsü), wo Eğirdir- und Hoyran-See zusammentreffen. Dort hat Ramazan Topraklı die Kelene-Festung (Kelainai?) identifiziert, die demnach nicht – wie bislang angenommen – bei Dinar zu suchen ist, sondern am „Yenice Sivrisi Derbenti“. Dieser Gebirgsdurchgang von Sivrisi ist ein langes Tal, das auf der einen Seite von hohen Bergen (Çirișli Dağı, 1889 m) und auf der anderen von steilen Felsen des Yenice Sivrisi (1287 m) umgeben ist. Die Schlacht fand demnach dort bei Kelene (?) zwischen der Kemer-Boğazı-Brücke und dem Dorf Köke und insbesondere am Yenice-Sivrisi-Übergang statt. Dabei bildete der griechische Name „Myriokephalon“ nur eine äquivalente türkische regional-geographische Bezeichnung für „subaşı“ (Quellhaupt) oder „kırkgözler“ (40 Quellen) für den Platz der Kayaağzı-Quellen zwischen dem Hoyran-See und dem Barla Dağı. Tatsächlich handelt es sich bei diesem Ort um die Region zwischen der Kemer-Straße und den Kayaağzı-Quellen (Kayaağzı Pınarları), die sehr reich an Wasserressourcen ist. Neben den Kayaağzı-Quellen gibt es zahlreiche Quellen vor Karababa Mahallesi, Akbük und der Kemer-Straße. Das Zentrum der Auseinandersetzungen war die Gegend zwischen Yenice, Afşar, Köke, Bağıllı und Gelendost, die Kemer-Enge, das Dedelik-Tal, das Dorf Yenice mit Cazgır und Fatlin sowie die Ebene unter dem (rezenten) See, wo damals die Grenze zwischen Seldschukischem und Byzantinischem Reich verlief.
Heute lautet der Name der engsten Seestelle, die in einer Schrift von 1501 Firigos hieß, „Kemer Boğazı“ (Gürtel-Enge) oder „Bülbül Boğazı“ (Nachtigallen-Enge) und liegt an einem Zweig der historischen „Seidenstraße“ oder „Königsstraße“. Zwischen den Seen von Eğirdir und Hoyran, die in den 1170er Jahren kleinere Seen waren, verlief die historische Militär- und Handelsstraße aus Richtung Denizli via Uluborlu über diese Brücke und führte über Afşar, Antiocheia und Karaağaç nach Konya. Die Passage, die vom byzantinischen Staatsmann und Geschichtsschreiber Niketas Choniates (1155–1215) als „Tzybritze“ und von Kaiser Manuel als „Cybrilcymani“ beschrieben wurde, wurde von den Türken Sivri'l Simani oder Semani Sivri (Semani Spitze) genannt; heute ist sie als Yenice Sivrisi (Yenice-Spitze) bzw. Kemer Burnu (Kap von Kemer) bekannt.

## Ein Abschnitt der Seidenstraße
Bereits William Mitchell Ramsay (1851–1939) hat um 1890 die Straßen rund um Uluborlu, Afşar, Eğirdir, Yalvaç und Karaağaç im Sandschak von Hamid (Hauptstadt Isparta) rekonstruiert und dargestellt. Die Menschen in Afşar bei Gelendost bezeichnen die alte Straße, die über Afşar, die zweibögige Bogenbrücke von Yenice, Dodos, Üründüm, Akmezgit, Hüyük önü und Şaraphane zur Kudret-Karawanserei oder zum Dadil Hanı führt, als „Seidenstraße“. Gleichzeitig ist die Straße nach Denizli über die Gemeinde Afşar, das Dorf Yenice Köyü, Dedelik (Kızılalı), die obige Brücke von Yenice, Senirkent und Uluborlu ebenfalls die „Seidenstraße“ und zugleich eine römische Militärstraße. Über diese historische Brücke, deren Basis römisch und ihr Bogenstil seldschukisch sein soll, gelangte man damals über die Dörfer Çaltı, Köprülü und Hüyüklü in die nördlich von Yalvaç gelegene römische Stadt Antiochia in Pisidien. Man kennt inzwischen mindestens drei alte und neue Routen, wobei die über den Isthmus des Eğirdir Gölü zunächst weitgehend vergessen wurde:
- Die historische Straße aus römischer Zeit, die in der Stadt Ephesus (Ayasoluk) an der Küste der Ägäis beginnt und über Denizli, Dinar, Uluborlu, die Dorfbrücke von Yenice und den Ort Afşar nach Konya führt, gabelt sich, sobald sie das Kızılali-Gebiet durchquert.
- Ein Abzweig erreicht Yalvaç, Antiochia (in Pisidien) und Akşehir über die Dörfer Çaltı-Köprülü und Hüyüklü.
- Ein weiterer Zweig geht über das Dorf Yenice nach Afşar, teilt sich dort erneut und führt über die zweibögige seldschukische Brücke via Dodos, Dadil Han, Eğirdir, Adada und Beşkonak nach Side an der türkischen Südküste.
- Eine andere Route führt über Gelendost, Bağlı, Kötürnek, Ökenez, Yalvaç, Amblada und Karaağaç (Şarkıkaraağaç) nach Akşehir und Konya, indem sie die Sultan Dağları überquert. Das Dorf Köprülü („mit Brücke“), das an der Straße von Barla nach Yalvaç (?) liegt, soll seinen Namen von einer einbbogigen Brücke ebenfalls aus der Römerzeit haben und wird in der Schrift von 1530 mit 36 Haushalten erwähnt.[38]

Die Brücke von Yenice, die offenbar bereits in römischer Zeit zwischen den beiden (damals noch getrennten) Seen an der historischen Fernstraße von Ephesus nach Iconium (Konya) als sinnvoll erachtet worden war, wurde sowohl von byzantinischen Reisenden, als auch von den Seldschuken weiter genutzt. Der seldschukische Staat muss diese römischen Straßen genutzt haben, denn zwischen Afşar und Eğirdir ließ Sultan Alaeddin Keykubad um H 620 / 1223 Karawansereien, wie den Alaeddin Hanı, Dadil Hanı, Kudret Hanı und Ertokuş Hanı, errichten. Der Weg nach Konya war dadurch 20 km kürzer als die rezente Straße über Kumdanlı (Hoyran) und Yalvaç, die nach der Überschwemmung der Yenice-Dorfbrücke aus der Not heraus entstand, und auch 60 km kürzer als die Straße, die Friedrich Barbarossa im Jahr 1190 benutzte. Karawanenhändler und Staatsverwalter in der Antike müssen dieses Problem berücksichtigt haben. Deshalb geht man davon aus, dass der an der früheren Karawanenroute Konya Richtung Uluborlu gelegene Ort Afşar aufgrund des Wasserspiegelanstiegs der Seen Hoyran und Eğirdir in der jüngeren Geschichte an Bedeutung verlor.

## Wirtschaftliche Nutzung
Der Eğirdir Gölü, vor allem der Teil des Hoyran Gölü, ist sehr nährstoffreich, so dass es hier neben dem Sumpfkrebs einen beträchtlichen Fischbestand gibt (10 verschiedene Arten, unter anderem Karpfen, Zärte, Zander). Davon profitieren nicht nur die Fischer der anliegenden Siedlungen, sondern auch entsprechend Wasser- und Sumpfvögel (Reiher). Neben dem reichen Vorkommen an Fisch- und Krebsarten (z. B. der Galizische Sumpfkrebs) spielt der See für die Bewässerung der landwirtschaftlichen Räume und in der Energiegewinnung für die Region um den See eine wichtige Rolle. Er speist über einen 25 km langen Kanal den südlich gelegenen kleineren See Kovada Gölü. Seit Ende 1994 wird ein Kraftwerk betrieben, von dem ein Teil des Trinkwassers für die Provinz Isparta bezogen wird.

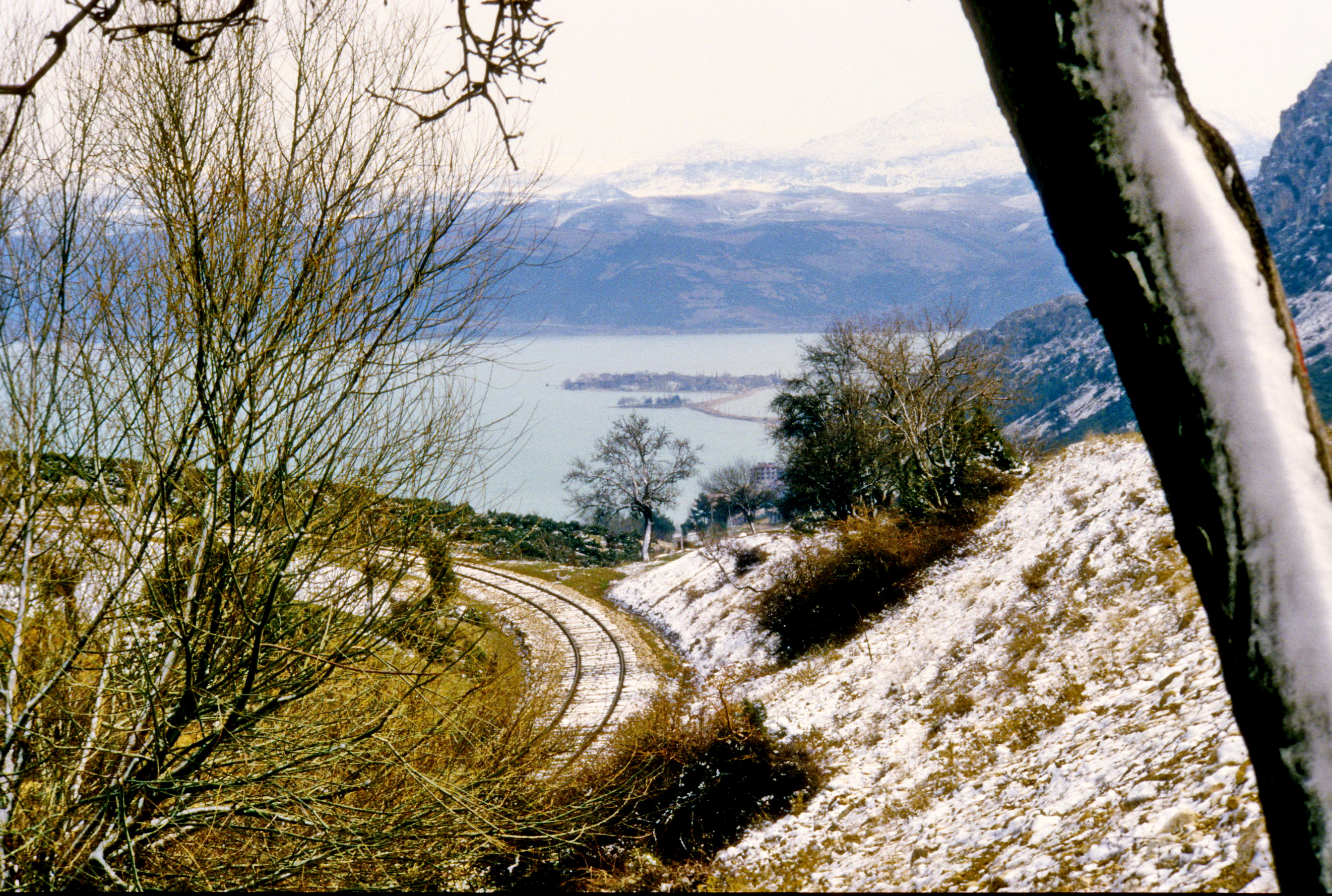
Blick auf die alte Eisenbahntrasse am Miskinler-Pass bei Eğirdir im Frühjahr 1988.

Was die touristisch-wirtschaftliche Situation des malerisch gelegenen Eğirdir-Sees betrifft, so galt die Senke des Eğirdir Gölü viele Jahrzehnte lang als touristischer Geheimtipp, der vor allem bei Einheimischen als Ausflugsziel beliebt war, aber trotz der szenenreichen Landschaft ausländischen Besuchern wegen seiner gebirgigen Abgelegenheit und zurückhaltenden touristischen Infrastruktur bislang weitgehend unbekannt blieb. Dazu brachte auch der Straßenausbau von und zu den touristischen Hochburgen Konya und Antalya bisher kaum Veränderung. Mittlerweile hat man sich allerdings um die Rekultivierung und Re-Aktivierung der nostalgischen Bahnstrecke von Isparta nach Eğirdir bemüht und auch den alten Bahnhof in Eğirdir restauriert. Man spielt sogar mit dem Gedanken, die Bahntrasse bis nach Antalya auszubauen. Heute ist die auf allen vier Seiten von Bergen umgebene Seebecken-Region mit der Stadt Eğirdir im Südwesten über den kurvenreichen Miskinler-Pass (1150 m) mit der Atabey-Ova und von dort mit Isparta, Gönen, Keçiborlu und Dinar verbunden. Ein Abzweig, der früher die einzige Verbindung nach Antalya herstellte, führt bis nach Burdur. In den Jahren nach 1965 wurde von Isparta eine Abkürzung über Dere Boğazı und Ağlasun eingeweiht. Nach der Eröffnung dieser Ağlasun-Straße begann der Ausbau der Straßenabschnitte über die Dörfer Aşağı Gökdere, Karaca Ören und Melli bzw. das Aksu-Tal zur Mittelmeerküste. Erst nach Beteiligung des Staates 1985 und mit der Eröffnung der beiden „Kazak-Tunnel“ erhielt diese weitere Verbindung nach Antalya 1992/1993 ihre heutige Form.
Das nordwestliche Tor dieser Region ist die Straße über Senirkent und Uluborlu westwärts nach Keçiborlu, Dinar und in die Çöl Ovası (Haydarlı). Als Übergänge nach Afyon leiten die Passrouten via Boz Durmuş (1440 m), Mermerli und Karamık im Norden. Die Pässagen von Cankurtaran und Çimendere (abgelegen!) im Nordosten und Osten über die Sultan Dağları öffnen sich nach Akşehir. Der Fele-Beli-Übergang (1290 m) zwischen den Sultan Dağları und dem Kızıldağ ist in etwa das östliche Tor von Gelendost, Yalvaç und Şarkıkaraağaç via Beyşehir nach Konya. Der südliche Zugang der Region ist die Route durch den Kovada-Nationalpark vom Aksu-Tal her. Und via Aksu führt im Südosten seit den 1950er Jahren eine jüngst asphaltierte kleine szenenreiche Verbindungsstraße über die Dedegöl Dağları zum Westufer des Beyşehir-Sees bei Yenişarbademli sowie eine weitere nach Süden über Kasimler mehr oder weniger parallel zum Köprü Irmağı, zum Köprülü Canyon (Beşkonak) und nach Aspendos.